# Село (Ленинградская область)
Село́ (фин. Piesala) — деревня в Калитинском сельском поселении Волосовского района Ленинградской области.

## История
СЕЛЬЦО — деревня принадлежит Левшиной, действительной статской советнице, число жителей по ревизии: 39 м. п., 44 ж. п. (1838 год)

В пояснительном тексте к этнографической карте Санкт-Петербургской губернии П. И. Кёппена 1849 года она упомянута как деревня Piesala (Сельцо) и указано количество её жителей на 1848 год: савакотов — 36 м п., 36 ж. п., всего 72 человека, а также в примечаниях указано, что «Финны все относятся к приходу Спанккова».

СЕЛЬЦО — деревня генерал-майорши Волковой, по просёлочной дороге, число дворов — 6, число душ — 37 м. п. (1856 год)

СЕЛО — деревня владельческая при колодце, по просёлочной дороге от с. Рожествена к казённой Изварской лесной даче по правую сторону этой дороги, число дворов — 17, число жителей: 34 м. п., 43 ж. п. (1862 год)

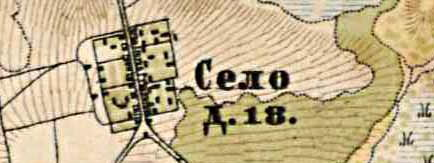
План деревни Село. 1885 год

В 1885 году деревня насчитывала 18 дворов.
В конце XIX — начале XX века она административно относилась к Сосницкой волости 2-го стана Царскосельского уезда Санкт-Петербургской губернии. Население деревни было однородным — финским.
К 1913 году количество дворов увеличилось до 35.
В 1917 году деревня Село входила в состав Сосницкой волости Царскосельского уезда.
С 1917 по 1922 год деревня Село входила в состав Сельского сельсовета Калитинской волости Детскосельского уезда.
С 1922 года в составе Липогорского сельсовета.
С 1923 года в составе Озёрского сельсовета Венгиссаровской волости Троцкого уезда.
С 1924 года в составе Зареченского сельсовета.
Согласно данным переписи населения СССР 1926 года в деревне Село проживали 187 человек, большинство финны, а также русские.
С 1927 года в составе Волосовского района.

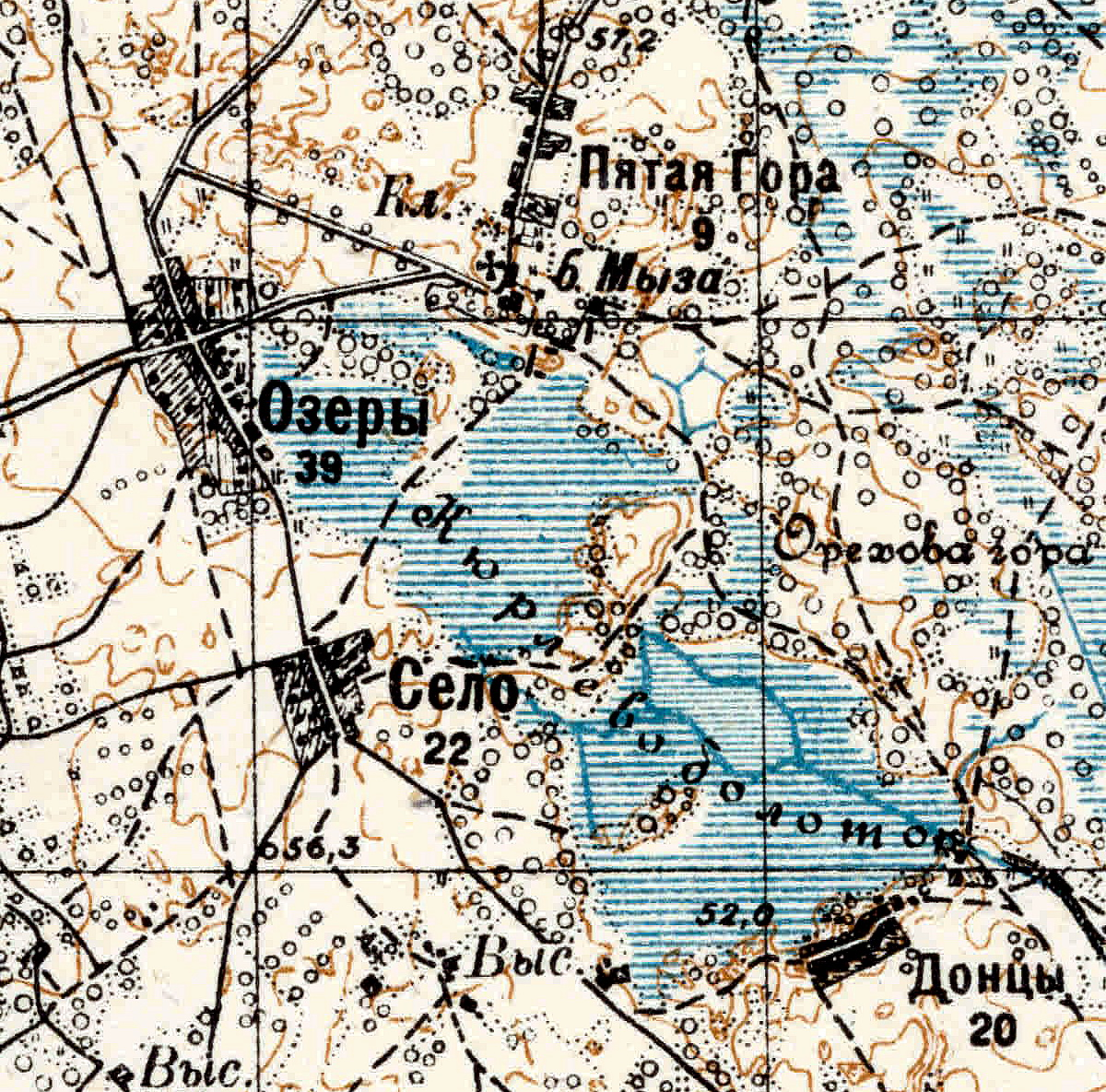
Деревня Село на карте 1934 года

Согласно топографической карте РККА 1934 года деревня насчитывала 22 двора и находилась на западном берегу Кюрлева болота.
С 1935 года в составе Калитинского сельсовета.
В 1940 году население деревни Село составляло 218 человек.
C 1 августа 1941 года по 31 декабря 1943 года деревня находилась в оккупации.
В 1958 году население деревни Село составляло 106 человек.
С 1963 года в составе Кингисеппского района.
С 1965 года вновь в составе Волосовского района. В 1965 году население деревни Село составляло 60 человек.
По данным 1966, 1973 и 1990 годов деревня Село также входила в состав Калитинского сельсовета Волосовского района.
В 1997 году в деревне проживали 3 человека, в 2002 году — 7 человек (русские — 57 %), в 2007 году — 19.

## География
Деревня расположена в восточной части района на автодороге 41К-356 (Курковицы — Глумицы).
Расстояние до административного центра поселения — 7,5 км.
Расстояние до ближайшей железнодорожной станции Кикерино — 9 км.
Деревня находится близ Кюрлевских карьеров.

## Демография
| 1838 | 1848 | 1862 | 1997 | 2002 | 2007 | 2010 |
| ---- | ---- | ---- | ---- | ---- | ---- | ---- |
| 83   | ↘72  | ↗77  | ↘3   | ↗7   | ↗19  | ↗23  |
| 2017 |      |      |      |      |      |      |
| ↘20  |      |      |      |      |      |      |

### Национальный состав
Согласно данным Всероссийской переписи населения 2021 года в деревне проживал 91 человек, из них:
 русские — 89, украинцы — 1, один человек национальность не указал.

## Улицы
Зелёная, Красная, Лесная, Новая, Озёрная, Полевая, Цветочная.

## Садоводства
Строитель.